# Pterozonium retroflexum
Pterozonium retroflexum là một loài thực vật có mạch trong họ Adiantaceae. Loài này được Mickel miêu tả khoa học đầu tiên năm 1984.